# 反響
反響（はんきょう）
1. 事件や有名人などの発表、その他について世間や周囲の反応。
2. 音波が壁などで反射すること。下記参照。

反響（はんきょう）は、音波が壁などに衝突しはねかえって来る現象である。いわゆるやまびこ、こだま。

## 概要
音波は壁などの物体に衝突すると、その壁自体が音波と同じように振動する。その物体の振動により再び音波が発生する。これによって生じたものが反響である。物体の性質によって、反響してくる音波は変化する。特定の周波数帯が弱まったり、音量（振幅）が小さくなったりする。
反響は音波の自由端反射になる。それに対し、全く反響しない部屋は無反響室と呼ばれる。
英語ではエコー（Echo）という。カラオケルームなどにあるエコー機能は反響に残響を加えているものが多い。残響はリバーブ（Reverberation）である。
音楽製作などの場ではディレイ（Delay）と呼ぶほうが一般的である。
残響は、反響の一つ一つが区別できないほど連続的に音が反射してくることで、厳密に言うと原理的には同じものである。
実際の反響現象としては、鳴き龍、鸚鵡石、山彦などがある。

### 「ヤッホー」
日本人は山のてっぺんで「ヤッホー」と叫ぶが、なぜヤッホーかは不明。アメリカ人は同じ状況で「Golly - You're kidding!!」と叫ぶ。